# Por mis bigotes
Por mis bigotes és una pel·lícula mexicana del 2015 de comèdia infantil, dirigida per Manuel Caramés.

## Sinopsi
Encara que soni increïble, al petit Ulises, de tan sols nou anys, d'un dia per a un altre li va créixer el bigoti. Aquesta situació, en aparença ordinària, deslliga una sèrie d'esdeveniments extraordinaris per al, la seva mamà i els seus millors amics.

## Repartiment
- Santiago Torres - Ulises
- Jesus Ochoa - Tío Fabián
- Luis Fernando Peña
- Osvaldo de Lon - Narciso
- Fernando Becerril
- Hugo Macías Macotela - Don Bigote Maduro
- Laura de Ita
- Luis Gatica - Supervisor
- Eduardo España - Dagoberto
- Pedro Damián
- Raquel Pankowsky
- Lenny Zundel
- Roberto Blandón - Profesor
- Elsa Jaimes - Vendedora

## Recepció
Por mis bigotes va ser estrenada a Mèxic el 16 de setembre de 2015. A la 45a edició de les Diosas de Plata fou nominada a la millor cançó (interpretada per Javier Gurruchaga) i a la millor actuació infantil. També fou nominada al Festival Internacional de Cinema d'Hermosillo.